# Andersen & Heegaard
Andersen & Heegaard A/S er en dansk installationsvirksomhed med hovedkvarter i Brøndby og ni afdelinger i Danmark. Deres kompetencer er inden for elinstallation, VVS, blik og energi. 
I 2024 var Andersen & Heegaard's årsomsætning på 632 mio. kroner. I det samme regnskabsår havde de ca. 400 ansatte.
Virksomheden blev etableret i 1995 og er ejet af Frank Bech.